# Avenida Caminos del Inca
La avenida Caminos del Inca es una de las principales avenidas del distrito de Santiago de Surco en la ciudad de Lima, capital del Perú. Se extiende de noroeste a sureste y luego de norte a sur a lo largo de 35 cuadras. Su trazo es continuado al sur por la avenida Los Próceres.Se caracteriza por ser una vía comercial y residencial con varios puntos de interés que conecta varios sectores del distrito de Surco.

## Recorrido

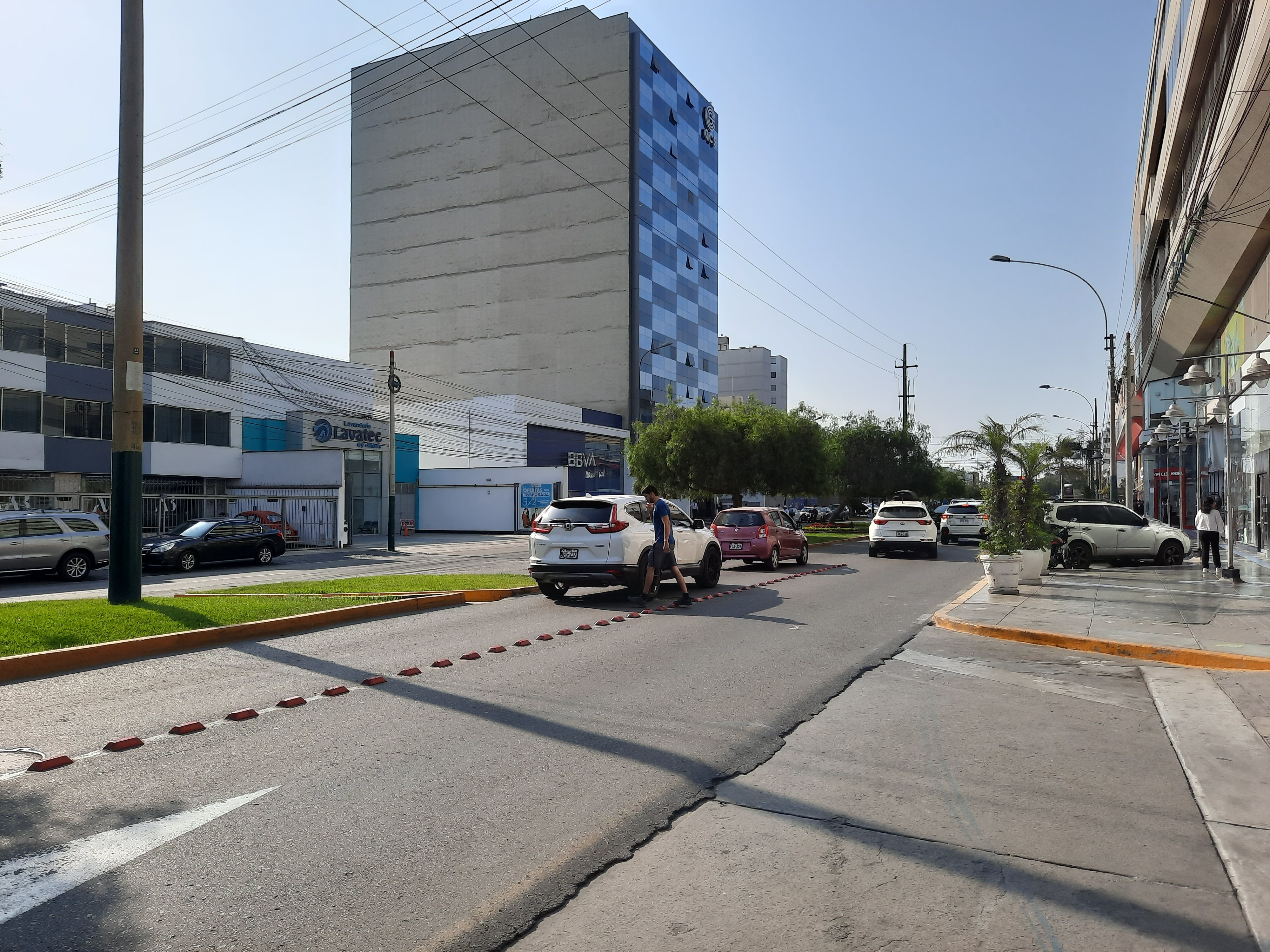
Vista desde el C.C. Caminos del Inca.

Se inicia en la avenida Angamos Este, marcando el final de esta y convirtiéndola en la avenida Primavera. En sus primeras cuadras, se encuentra el Centro Comercial Caminos del Inca, donde hay discotecas, una cadena de cines Cineplanet, y los supermercados Wong y Plaza Vea, además de una tienda de mejoramiento del hogar Maestro. Este nudo comercial genera mucho tráfico, lo que provoca que esta parte de la avenida suela ser caótica.
Unas cuadras más adelante, la avenida se vuelve más tranquila y residencial. Luego, cruzando la avenida Alejandro Velasco Astete, se encuentra Segrimsa, así como algunos restaurantes, además de pequeños negocios y casas hasta llegar a la avenida Alfredo Benavides. En este punto, se ubica un gran nudo comercial con varios supermercados y restaurantes. Asimismo, se encuentra cerca la Universidad Ricardo Palma. Esta intersección suele ser bien caótica por la cantidad de unidades de transporte público que hay. Cruzando esta intersección, se puede distinguir el Parque de la Amistad «María Graña Ottone», un parque público muy importante del distrito. Durante las siguientes cuadras, la vía se vuelve mayormente residencial.
Poco antes de llegar a su final en la avenida Tomás Marsano, se puede distinguir una sede del instituto de idiomas, Británico. Esta intersección suele ser caótica por la cantidad de unidades de transporte público que transitan, ya que es un punto de embarque y desembarque para los alumnos de dicho instituto. Cruzada esta intersección, el trazo de la vía es continuado por la avenida Los Próceres.